# Viktorin von Podiebrad
Viktorin von Podiebrad (auch Viktorin Boček von Podiebrad, Viktorin Boček von Kunstadt und Podiebrad; tschechisch Viktorín z Poděbrad, auch Viktorín Boček z Kunštátu a Poděbrad; * 1403; † 1. Januar 1427 in Pardubice) war ein böhmisch-mährischer Adliger und Anhänger der Hussiten sowie Vater des böhmischen Königs Georg von Podiebrad.

## Leben
Viktorin entstammte dem böhmischen Adelsgeschlecht Podiebrad. Seine Eltern waren Boček II. von Podiebrad und Anna Elisabeth von Leipa (Anna Eliška z Lipé), eine Tochter des Heinrich von Leipa (Jindřich z Lipé). Manchmal benutzte er zusätzlich zu Viktorin den zweiten Vornamen Boček, der bei seinen Vorfahren häufig vorkam.
Erstmals urkundlich erwähnt wurde Viktorin 1417 im Zusammenhang mit dem Erbe seines in diesem Jahr verstorbenen Vaters. Viktorin erbte die böhmischen Herrschaften Nachod und Hummel sowie Litice, das sein Stammsitz wurde und nach dem er sich auch manchmal Herr auf Litice nannte. Gemeinsam mit seinem älteren Bruder Boček III. von Podiebrad erbte er die mährischen Besitzungen seines Vaters. Der jüngste Bruder Hynek erhielt den Podiebrader Stammsitz mit der zugehörigen Herrschaft. Jan, der älteste Bruder, starb zwischen 1407 und 1409, noch zu Lebzeiten des Vaters. Zusammen mit seinem Bruder Boček III. führte Viktorin mehrere gerichtliche Auseinandersetzung um ihre mährischen Besitzungen, u. a. mit ihren entfernten Verwandten Gerald/Heralt Puška von Kunstadt und Smil von Kunstadt auf Bludov. 
Um 1420 erwarb Viktorin die Herrschaft Pardubitz, wodurch er seine östböhmischen Besitzungen erheblich erweitern und abrunden konnte. Nachdem sein Bruder Hynek 1426 bei den Kämpfen um Nymburk gefallen war, gelangte auch dessen Herrschaft Podiebrad sowie die Burg Kostomlaty, die sich Hynek 1425 zu Unrecht angeeignet hatte, an Viktorin.
Wie seine Brüder gehörte Viktorin zu den Anhängern der Hussiten. 1420 nahm er an der Belagerung von Vyšehrad teil und schloss sich den Orebiten an. Anfang 1422 näherte er sich Jan Žižka an, dessen Anhänger und Freund er wurde. Aus diesem Grund wurde Litice 1421 von den Heeren der auf der Seite des Kaisers Sigismund stehenden Fürsten und des katholischen Adels belagert. Nach Žižkas Tod gehörte Viktorin zu den Führern der Waisen, wandte sich jedoch bald den gemäßigten Pragern zu. 
Seiner Ehe mit Anna von Wartenberg (Anna z Vartenberka) entstammten drei Töchter sowie der Sohn Georg, der spätere König von Böhmen.
Viktorin starb am 1. Januar 1427 auf seiner Burg Pardubice, die schon bald mitsamt der gleichnamigen Herrschaft von Jan Hlaváč von Ronov beansprucht wurde.